# 마법

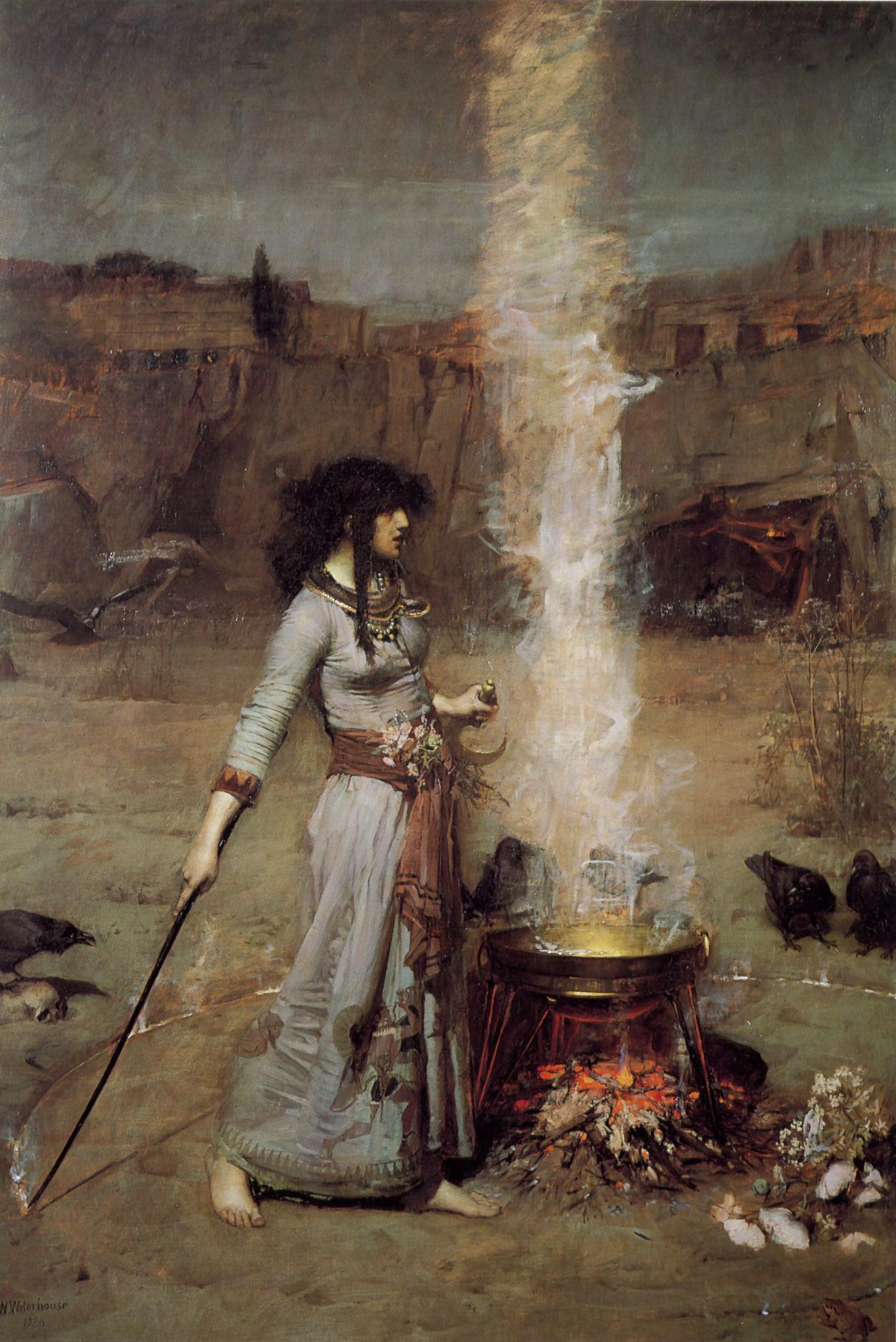
마법원을 그리는 마녀, 존 윌리엄 워터하우스의 1886년 작품

마법(魔法, 영어: wizardry) 또는 주술(呪術, 영어: sorcery), 요술(妖術)은 불가사의한 현상이나 일을 일으키는 힘이나 방법을 일컫는 말이다. 마술(魔術, magic), 위치크래프트(witchcraft) 등 다양한 용어들이 있지만 초자연적 현상이라는 점에서 본질적으로 대동소이하다. 마법을 부리는 자를 마법사(魔法師, wizard), 마술사(魔術師, magician), 주술사(呪術師, sorcerer) 등이라고 한다.
마법을 사용할 때는 주문을 넣기도 한다. 대표적인 주문으로는 "수리수리 마수리" "아브라 카다브라" 등이 있다.

## 동아시아
마법이란 단어는 근대 일본에서 번안한 단어이나 동아시아에서도 주술, 도술, 요술, 신내림 등과 같은 비슷한 종류의 문화가 존재하였다.
- 주술: 주술은 주문을 이용하여 마법을 행하는 것으로 《홍길동전》, 《전우치전》과 같은 영웅 소설에 등장한다. 《서유기》에는 불경의 독송에 영험한 힘이 깃든다고 묘사되고 있어 주술의 영향을 보여준다.
- 도술: 도술은 도교를 바탕으로 하는 신선술, 방생술과 같은 것으로 초자연적인 존재인 신선이 되는 수련 방법이나 신선 또는 신령이 부리는 힘을 말한다.
- 요술: 요술은 칼삼키기와 같이 오늘날의 써커스 묘기에서부터 분신술, 축지법 등 기이한 재능까지 다양하게 부르는 말이다.
- 신내림: 무당과 같은 특별한 사람이 신령이나 귀신과 교감하여 나타나는 여러 가지 일을 가리킨다. 앞날을 예지하거나 죽은 사람의 말을 전하는 등과 같은 일이 있다.

동아시아에서 샤머니즘은 주술이나 요술, 신내림 등을 제의의 중요한 부분으로 삼았다. 불교, 도교 등은 근본적인 교의가 이와 같은 마법과 부합하지는 않았으나 신도들의 마법에 대한 관심에 관대하였으며 일부를 자신들의 틀에 포함시키기도 하였다. 불교의 산신각이나 도교의 방생술 등이 그것이다. 유교는 마법에 대해 헛된 눈속임이라는 단호한 입장을 취했으며, 기이한 일들이 있을 수 있다는 것을 완전히 부정하지 않았으나, 추상화된 하늘을 존중하였을 뿐 현실에서는 철저히 부정하였다. 유학자가 무당을 불러 굿을 하는 것을 큰 부끄러움으로 여겼다.

## 서양
고대 오리엔트 문명 및 지중해 문명에서 마법은 신탁과 함께 종교의 주된 수단이었다. 그러나 기독교가 지배적인 종교로 자리잡게 되면서 신이나 성자의 기적 이외의 불가사의한 일들은 악마와 관련이 있는 것으로 믿었다. 중세가 지속되는 동안 표면적으로는 기독교의 교리에 의한 기적만이 공인되었으나, 이면에서는 점성술이나 악마 숭배와 같은 일들이 지속되었다. 중세 말기에는 흉년이나 전염병 등에 의한 사회 내부의 여러 문제를 마법사 또는 마녀에 의한 것으로 몰아 단죄하는 마녀 사냥이 벌어지기도 하였다. 참고 : 르네상스시대 마술
신비주의 마법의 경우, 근대 이후 황금여명회와 같은 마법결사들을 바탕으로 발전하였다.

## 아랍
이슬람 이전의 아랍 사회는 조로아스터교를 비롯한 여러 종교가 존재하였으며, 이들은 지니라 불리는 정령이 마법을 행한다고 믿었다. 이슬람이 아랍 사회의 지배적인 종교가 되면서 다른 신들은 부정되었으나 정령(꾸란의 제72수라 알 진)이나 마법에 대한 믿음에 대해서는 관용적이었다.

## 문학
예나 지금이나 많은 사람들이 마법을 소재로 쓰인 소설을 즐긴다.
- 동양: 마법을 소재로 쓴 대표적인 동양고전으로는 《봉신연의》, 《서유기》, 《홍길동전》 등이 있다.
- 서양: 마법에 대한 서양의 고전으로는 니펠룽겐의 반지와 같은 기사도 문학에서부터 그림형제 동화집과 같은 동화에 이르기까지 다양하다.
- 아랍: 아라비안나이트에는 수많은 마법 이야기가 등장한다.
- 판타지 소설: 반지의 제왕, 해리 포터 시리즈 등의 현대 판타지 소설 장르에는 다양한 세계관에 따른 마법이 등장한다.

## 종류
- 위치크래프트
- 흑마법
- 회색마법(en:Gray magic, 중성마법)
- 백마법
- 수비술
- 강령술
- 소환술

## 같이 보기
- 좌도와 우도(en:Left-hand path and right-hand path, 사도와 정도)
- 기적
- 초능력
- 마술
- 마법사
- 헤르메스주의
- 마녀